# Павлово (Краснинский район)
Павлово — деревня в Смоленской области России, в Краснинском районе. Расположена в западной части области в 4 км к юго-западу от Красного на берегах реки Добрая.
Население — 303 жителя (2007). Административный центр Павловского сельского поселения.
Средняя школа ликвидирована в 2013 г., сельхозпредприятие «Павлово», библиотека.